# 大網白里市立増穂小学校
大網白里市立増穂小学校（おおあみしらさとしりつ ますほしょうがっこう）は、千葉県大網白里市北飯塚にある公立小学校。

## 所在地
〒299-3218 千葉県大網白里市北飯塚281

## 沿革
明治6年発令の千葉県令｢小学校教則｣による富田校開校から各地区に順次教場が開校された。
明治35年2月18日に村議会において3教場の合併決議がなされるも、各地区の同意が得られず、明治41年の一村一校令により同年3月31日、現在の地に増穂尋常小学校として開校する。

### 年表
- 1873年（明治6年）- 千葉県令による「小学校教則」の発令をうけ富田校開校
- 1873年（明治6年～7年）- 横川校，木崎校，柳橋校が各地の寺院を教場として開校
- 1874年（明治7年）1月8日 - 妙本寺本堂を仮校舎として清谷校開校
- 1888年（明治21年）- 福田寺を仮校舎に戊子尋常小学校設立
- 1892年（明治25年）11月9日 - 戊子尋常小学校を廃し富田尋常小学校認可
- 1893年（明治26年）3月6日 - 木崎，柳橋，南横川3校を合併し六合尋常小学校発足
- 1908年（明治41年）3月31日 - 増穂尋常小学校4分教場体制となる（旧六合尋常小，柿餅寺，木崎寺，南横川三光寺）
- 1909年（明治42年）3月31日 - 各分教場を廃止し，高等科を創設し，増穂尋常高等小学校と改称
- 1941年（昭和16年）4月1日 - 国民学校令により増穂村立増穂国民学校と改称
- 1947年（昭和22年）4月1日 - 六三制の実施により増穂村立増穂小学校と改称
- 1954年（昭和29年）
  - 2月6日 - 校旗奉載，校歌披露式挙行
  - 12月1日 - 町村合併により大網白里町立増穂小学校と改称
- 1965年（昭和40年）10月1日 - 増穂小・中合同プール完成
- 1967年（昭和42年）12月8日 - 鉄筋校舎完成
- 1968年（昭和43年）4月13日 - 白里小桂山分校廃校にともない児童統合
- 1973年（昭和48年）
  - 1月16日 - 健康優良学校、全日本よい歯の学校賞受賞
  - 3月20日 - 体育館完成
- 1976年（昭和51年）2月17日 - 全日本健康優良学校賞受賞
- 1981年（昭和56年）3月25日 - 増築校舎鉄筋2階建完成（普通教室10・図書室1）
- 1984年（昭和59年）
  - 4月1日 - 学校経営研究校として千葉県教育委員会の指定を受ける
  - 11月1日 - 千葉県教育委員会より教育功労団体賞受賞
- 1986年（昭和61年）2月10日 - 増築校舎鉄筋2階建落成（普通教室7・家庭科室・図工室）
- 1990年（平成2年）4月1日 - 千葉県教育委員会より福祉教育推進校の指定を受ける
- 1994年（平成6年）4月1日 - 増穂北小学校新設に伴い分離
- 1995年（平成7年）3月28日 - プール完成
- 1997年（平成9年）3月28日 - 新体育館完成，旧体育館解体
- 1998年（平成10年）4月1日 - 千葉県知事より環境学習推進拠点校指定委託を受ける
- 2000年（平成12年）2月2日 - 千葉県教育委員会より学校健康教育優良学校表彰
- 2001年（平成13年）10月30日 - 保健室改修工事完了、コンピュータ室完成
- 2005年（平成17年）4月23日 - 読書活動推進優良実践校文部科学大臣表彰
- 2007年（平成19年）12月1日 - 開校100周年記念式典挙行
- 2013年（平成25年）
  - 1月1日 - 市制施行により大網白里市立増穂小学校となる
  - 7月 - 旧校舎耐震工事（職員室・校長室・多目的室）
- 2014年（平成26年）4月 - 千葉県特別支援教育研究指定校（平成28年3月まで）
- 2019年（令和元年）9月 - 教室エアコン工事完了

（出典）

## 通学区域
- 大網白里市[2]
  - 南横川、南飯塚、北飯塚、木崎、長国、北吉田、桂山、星谷（大字星谷のうち大網東小学校の就学区域を除く区域）、富田（大字富田のうち字東星谷及び西星谷並びに大字富田字又三郎野のうち県道白里大網線を境とする以南の区域）、大網（大字大網のうち字小塚の区域）、駒込（大字駒込のうち字赤萩新田の区域）、経田（大字経田のうち字林割、西大道割、東大道割、東中ノ割及び西中ノ割の区域）、仏島（大字仏島のうち字北星谷野及び南星谷野の区域）

## 進学先中学校
- 大網白里市立増穂中学校[2]

## 学校周辺
- 大網白里市立増穂幼稚園
- 大網白里市立増穂中学校
- 東金警察署 増穂交番
- 中部コミュニティセンター・図書室

## 開校100周年記念
西暦2007年（平成19年）12月1日（土）に開校100周年記念式典を挙行するとともに、開校百周年記念誌『希望の大空』を発刊した。

## 著名な出身者
- 桜井幸子 - 元女優